# Nazas (folyó)
A Nazas egy időszakos folyó Mexikó Durango és Coahuila államaiban.

## A folyó
Az 580 km hosszú Nazas Durango államban, a Nyugati-Sierra Madre hegységben ered, majd egy ideig Durango és Coahuila határát alkotja, medre áthalad többek között a torreóni agglomeráción is: itt jobb partján Torreón, bal partján Gómez Palacio és Lerdo városa fekszik. Végül a meder Laguna de Mayrán nevű tóba torkollik, ami egy lefolyástalan terület.
A folyón két víztározót is építettek: 1936 és 1946 között készült el a Lázaro Cárdenas-, az 1960-as évek végén a Francisco Zarco-víztározó. Előbbi 2,9 millió m³, utóbbi 365 000 m³ víz tartós tárolására képes. Segítségükkel tudják öntözni a folyó völgyében elterülő mezőgazdasági területeket.
Vízjárása rendkívül ingadozó, csapadékos időszakokban áradásokat is képes okozni. A víztározók elkészülte óta az agglomerációt, majd a Laguna de Mayránt már csak a folyó egykori, ma száraz medre éri el, ám amikor az idő rendkívül csapadékos, akkor a folyó annyira megárad, hogy a tározók is megtelnek, és újra víz kezd folyni a Mayránig vezető mederben. Ilyen eset igen ritkán fordul elő: 1958-ban, 1968-ban, 1991–92-ben és 2008-ban történt meg.
A Nazas nevét a varsák szó spanyol megfelelőjéről, a nasasról kapta. Ilyen varsák szerepelnek például Torreón címerében is, mivel a környékbeliek régen ezekkel halásztak.
A Nazas talán legismertebb hídja a Torreón és Gómez Palacio között húzódó, 1931-ben felavatott Puente Plateado.